# Các thời kỳ chính trị Hoa Kỳ
Các nhà nghiên cứu chia lịch sử chính trị Hoa Kỳ thành những thời kỳ sau:

## Hệ thống Đảng thứ nhất (1792-1824)
Giai đoạn đầu tiên có hai đảng phái chính trị lớn tranh giành chức tổng thống Hoa Kỳ và các ghế trong quốc hội và tiểu bang: Đảng Liên bang (do Alexander Hamilton sáng lập) và Đảng Dân chủ - Cộng Hòa (do Thomas Jefferson và James Madison sáng lập).
Đến khoảng năm 1816 - 1824, Đảng Liên bang suy yếu. Đảng Dân chủ - Cộng Hòa cũng chia rẽ, tách làm hai đảng Đảng Dân chủ (do Andrew Jackson sáng lập) và Đảng Cộng hoà quốc gia cấu thành đảng Whig (do Henry Clay sáng lập)

## Hệ thống Đảng thứ nhì (1828-1854)
Bắt đầu từ năm 1828, dân Hoa Kỳ hăng hái đi bầu hơn. Đặc điểm của thời kỳ này là sự tăng vọt của số cử tri, các cuộc diễn thuyết kêu gọi, tuyên truyền trên báo chí và các thành viên trung thành với đảng chính trị của mình.
Hệ thống Đảng thứ nhì là một thuật ngữ định kỳ được các nhà sử học và các nhà khoa học chính trị sử dụng để đặt tên cho hệ thống chính trị tồn tại ở Hoa Kỳ từ khoảng năm 1828 đến 1854. Hệ thống này được đặc trưng bởi mức độ quan tâm của cử tri tăng nhanh bắt đầu vào năm 1828, được thể hiện bằng bầu cử bỏ phiếu ngày, các cuộc biểu tình, báo đảng phái, và mức độ trung thành cá nhân cao đối với đảng. Các đảng lớn là Đảng Dân chủ, do Andrew Jackson thành lập, và Đảng Whig, do Henry Clay thành lập từ đảng Cộng hòa Quốc gia, và các đối thủ khác của Jackson tập hợp. Các đảng nhỏ bao gồm Đảng Chống Masonic, một nhà cải cách quan trọng từ 1827-1834; Đảng Tự do bãi bỏ năm 1840; và Đảng Đất Tự do chống nô lệ vào năm 1848 và 1852. Hệ thống Đảng thứ hai đã phản ánh và định hình các dòng chính trị, xã hội, kinh tế và văn hóa của Thời đại Jackson, cho đến khi thành công bởi Hệ thống của bên thứ ba.

## Hệ thống Đảng thứ ba (1854- giữa thập niên1890)
Hệ thống đảng thứ ba là một thuật ngữ định kỳ được sử dụng bởi một số nhà sử học và nhà khoa học chính trị để mô tả một giai đoạn trong lịch sử chính trị Mỹ từ khoảng năm 1854 đến giữa những năm 1890 có sự phát triển sâu sắc trong các vấn đề về chủ nghĩa dân tộc, hiện đại hóa và chủng tộc. Thời kỳ này được xác định bởi sự tương phản của nó với thời đại của Hệ thống bên thứ hai và Hệ thống bên thứ tư.
Nó bị chi phối bởi Đảng Cộng hòa mới, tuyên bố thành công trong việc cứu Liên minh, xóa bỏ chế độ nô lệ và trao quyền cho những người tự do, đồng thời áp dụng nhiều chương trình hiện đại hóa như ngân hàng quốc gia, đường sắt, thuế quan cao, nhà ở và viện trợ cho các trường đại học cấp đất. Trong khi hầu hết các cuộc bầu cử từ 1874 đến 1892 đều rất gần, đảng Dân chủ đối lập chỉ giành chiến thắng trong cuộc bầu cử tổng thống năm 1856, 1884 và 1892, mặc dù từ năm 1874 đến 1892, đảng này thường kiểm soát Hạ viện Hoa Kỳ. Các bang miền bắc và miền tây chủ yếu là đảng Cộng hòa, thiết lập cho New York và Indiana sự ủng hộ chặt chẽ dành cho mình. Sau năm 1874, đảng Dân chủ nắm quyền kiểm soát miền Nam.

## Hệ thống Đảng thứ tư (1896-1932)
Hệ thống Đảng thứ tư là thuật ngữ được sử dụng trong khoa học chính trị và lịch sử trong giai đoạn lịch sử chính trị Hoa Kỳ từ khoảng năm 1896 đến 1932, do đảng Cộng hòa thống trị, ngoại trừ sự chia rẽ năm 1912, trong đó đảng Dân chủ nắm quyền trong 8 năm. Các văn bản lịch sử thường gọi nó là Thời đại Tiến bộ. Khái niệm này được giới thiệu dưới tên gọi "Hệ thống năm 1896" của E.E. Schattschneider vào năm 1960 và sơ đồ đánh số được các nhà khoa học chính trị thêm vào giữa những năm 1960.
Thời kỳ này có sự chuyển đổi từ các vấn đề của Hệ thống bên thứ ba, vốn tập trung vào các vấn đề Nội chiến, Tái thiết, chủng tộc và tiền tệ của Mỹ. Thời đại bắt đầu trong thời kỳ suy thoái trầm trọng năm 1893 và cuộc bầu cử cực kỳ căng thẳng vào năm 1896. Nó bao gồm Kỷ nguyên tiến bộ, Chiến tranh thế giới thứ nhất và bắt đầu cuộc Đại khủng hoảng. Cuộc đại khủng hoảng đã gây ra một tổ chức sản xuất Hệ thống Đảng thứ năm, bị chi phối bởi Liên minh Thỏa thuận Mới Dân chủ cho đến những năm 1960. Các vấn đề trung tâm trong nước liên quan đến quy định của chính phủ về đường sắt và các tập đoàn lớn ("tin tưởng"), thuế quan bảo hộ, vai trò của công đoàn lao động, lao động trẻ em, sự cần thiết của một hệ thống ngân hàng mới, tham nhũng trong chính trị đảng, bầu cử chính, bầu cử trực tiếp thượng nghị sĩ, phân biệt chủng tộc, hiệu quả trong chính phủ, quyền bầu cử của phụ nữ và kiểm soát nhập cư. Chính sách đối ngoại tập trung vào Chiến tranh Mỹ-Tây Ban Nha năm 1898, chủ nghĩa đế quốc (và Chiến tranh chuối), Ngoại giao đô la, Cách mạng Mexico, Thế chiến I và thành lập Liên minh các quốc gia. Tính cách thống trị bao gồm các tổng thống William McKinley, Theodore Roosevelt và Woodrow Wilson, và ứng cử viên tổng thống ba lần William Jennings Bryan.

## Hệ thống Đảng thứ năm (1933- hiện nay)
Liên minh Thỏa thuận Mới, còn được gọi là Hệ thống Đảng thứ năm, đề cập đến kỷ nguyên chính trị quốc gia Hoa Kỳ bắt đầu với Thỏa thuận mới vào năm 1933. Nó đi theo Hệ thống Đảng thứ tư, thường được gọi là Kỷ nguyên tiến bộ. Các chuyên gia tranh luận liệu nó đã kết thúc vào giữa những năm 1960 (như liên minh Thỏa thuận mới đã làm) hay giữa những năm 1990, hay tiếp tục cho đến hiện tại. Hệ thống này rất dân chủ cho đến năm 1964 và chủ yếu là đảng Cộng hòa ở cấp tổng thống kể từ năm 1968, với Thượng viện chuyển đổi qua lại sau năm 1980. Đảng Dân chủ thường kiểm soát Hạ viện trừ khi đảng Cộng hòa giành chiến thắng trong các cuộc bầu cử năm 1946, 1952 và 1994 đến năm 2004. Cả hai phòng đều đi theo Dân chủ năm 2006. Trong số hai mươi cuộc bầu cử tổng thống kể từ năm 1932, Đảng Dân chủ đã giành được 7 trong số 9 người đầu tiên (đến năm 1964), với sự kiểm soát của Dân chủ đối với Quốc hội là chuẩn mực; trong khi đảng Cộng hòa giành được 7 trên 11 kể từ năm 1968, với chính phủ bị chia rẽ là tiêu chuẩn. Với những người Cộng hòa mất đi sự ủng hộ vì cuộc Đại suy thoái, bốn cuộc bầu cử liên tiếp 1932, 1936, 1940 và 1944 của Franklin D. Roosevelt đã trao quyền thống trị cho đảng Dân chủ, mặc dù trong các vấn đề trong nước, liên minh bảo thủ thường kiểm soát Quốc hội từ 1938 đến 1964. nhà hoạt động New Deal đã thúc đẩy chủ nghĩa tự do của Mỹ, thả neo trong một Liên minh mới của các nhóm tự do cụ thể, đặc biệt là các khu vực tôn giáo đạo đức (Công giáo, Do Thái, người Mỹ gốc Phi) các nhóm. Đảng Cộng hòa đối lập bị chia rẽ giữa một phe bảo thủ, do Thượng nghị sĩ Ohio Robert A. Taft dẫn đầu, và một phe ôn hòa thành công hơn được minh chứng bởi chính trị của giới tinh hoa vùng Đông Bắc như Nelson Rockefeller, Jacob Javits và Henry Cabot Lodge. Liên minh Dân chủ chia rẽ năm 1948 và năm 1968, trong cuộc bầu cử sau đó cho phép ứng cử viên Cộng hòa Richard Nixon vào Nhà Trắng. Đảng Cộng hòa đã giành được sự ủng hộ từ việc thành lập liên minh Reagan vào những năm 1980. Đảng Dân chủ giữ quyền kiểm soát Hạ viện cho đến cuộc bầu cử năm 1994. Trong mười hai năm tiếp theo, Đảng Cộng hòa đã kiểm soát được các nhóm nhỏ, cho đến khi đảng Dân chủ chiếm lại phòng với cuộc bầu cử năm 2006 và Đại hội 110. Đảng Dân chủ đã tổ chức Thượng viện cho đến năm 1980; kể từ đó, hai đảng đã trao đổi quyền kiểm soát Thượng viện qua lại với các nhóm nhỏ, cho đến khi đảng Dân chủ hợp nhất một đại đa số vào năm 2009.